# 1958 en cyclisme
| Années du cyclisme : 1955 - 1956 - 1957 - 1958 - 1959 - 1960 - 1961    |
| Décennies du cyclisme : 1920 - 1930 - 1940 - 1950 - 1960 - 1970 - 1980 |

Les faits marquants de l'année 1958 en cyclisme.

## Par mois

### Février
9 février : l'Espagnol Gabriel Company gagne le Tour d'Andalousie.
10 février : l'Italien Nino Defilippis gagne le Grand Prix d'Antibes .
18 février : le Français Alfred Gratton gagne la Course de côte du Mont Agel.
19 février : le Belge Germain Derijcke gagne le Grand Prix de Monaco.
23 février : le Français Joseph Groussard gagne le Grand Prix de Saint-Raphaël.
27 février : l'Irlandais Seamus Elliott gagne le Grand Prix de Nice.
28 février : le Français Antonin Rolland gagne la première édition du Tour de Sardaigne.

### Mars
- 2 mars : l'Italien Nino Defilippis gagne Gênes-Nice.
- 9 mars : l'Italien Agostino Coletto gagne Milan-Turin pour la deuxième fois.
- 9 mars : le Belge Gilbert Desmet gagne Kuurne-Bruxelles-Kuurne.
- 9 mars : le Français Tino Sabbadini gagne le Grand Prix de Cannes.
- 16 mars : le Belge Fred de Bruyne gagne Paris-Nice pour la deuxième fois.
- 16 mars : le Belge Willy Vannitsen gagne le Tour de Toscane.
- 16 mars : le Belge Hilaire Couvreur gagne le Tour du Levant.
- 16 mars : le Luxembourgeois Charly Gaul gagne la Course de côte du Mont Faron contre la montre.
- 16 mars : le Belge Gabriel Borra gagne le Circuit des 11 villes.
- 19 mars : le Belge Rik Van Looy gagne Milan-San Remo.
- 23 mars : le Français Roger Hassenforder gagne le Critérium national de la route.pour la troisième fois.
- 23 mars : le Belge André Vlayen gagne " A Travers la Belgique".
- 23 mars : le Belge Léon Van Daele gagne le Circuit des Régions Fruitières.
- 23 mars : l'Italien Cleto Maule gagne le Tour des 4 Cantons.
- 30 mars : le Belge Germain Derijcke gagne le Tour des Flandres.
- 30 mars : l'Espagnol Juan Crespo gagne le Trophée Masferrer.

### Avril
- 4 avril : le Belge Noël Foré gagne Gand-Wevelgem.
- 6 avril : 1re des 5 manches du championnat d'Italie sur route. L'Italien Angelo Conterno gagne le Tour de Reggio-Calabre.
- 6 avril : l'Espagnol Bernardo Ruiz gagne le Grand Prix de Pâques.
- 6 avril : le Français Pierre Brun gagne le Circuit de l'Indre.
- 7 avril : le Français Roger Napoletano gagne le Grand prix de Fréjus. À noter qu'un autre Grand Prix de Fréjus se disputera dans la saison remporté par le Français Joseph Mirando.
- 8 avril : le Français Nicolas Barone gagne Paris-Camembert.
- 10 avril : l'Italien Alfredo Sabbadin gagne le Tour de Campanie.
- 13 avril : le Belge Léon Van Daele gagne Paris-Roubaix.
- 13 avril : l'Espagnol Antonio Karmany gagne le Grand Prix de Printemps.
- 14 avril : l'Espagnol Federico Bahamontes gagne la Subida a Arrate.
- 17 avril : le Belge Joseph Planckaert gagne le Circuit Het Volk..
- 20 avril : le Belge Rik Van Looy gagne Paris-Bruxelles pour la deuxième fois.
- 20 avril : l'Italien Carlo Azzini gagne le Tour de Sicile.
- 20 avril : l'Espagnol José Gil Sole gagne la course de côte du Mont Faron en ligne. L'épreuve ne reprendra qu'en 1961.
- 20 avril : le Belge René Van Meenen gagne Bruxelles-Charleroi-Bruxelles.
- 22 avril : le Belge Arthur Decabooter gagne la Nokere Koerse. L'épreuve ne sera pas disputée en 1959 et reprendra en 1960.
- 26 avril : le Belge Rik Van Steenbergen gagne la Flèche wallonne pour la deuxième fois.
- 27 avril : le Belge Fred de Bruyne gagne Liège-Bastogne-Liège pour la deuxième fois. Il gagne aussi le Week End Ardennais.

### Mai
- 1er mai : le Français Louis Bergaud gagne la Polymultipliée pour la deuxième année d'affilée.
- 1er mai : le Néerlandais Gerrit Voorting gagne le Grand Prix Hoboken.
- 3 mai : le Belge Armand Desmet gagne la première édition du Grand Prix E3.
- 4 mai : l'Italien Giuseppe Cainero gagne le Championnat de Zurich.
- 4 mai : le Belge Cyril Vanbossel gagne le Circuit des Ardennes Flamandes.
- 6 mai : le Belge Joseph Hoevenaers gagne Rome-Naples-Rome.
- 10 mai : le Belge Robert de Pauw gagne le Grand Prix de la Banque.
- 11 mai : le Français Gilbert Bauvin gagne le Tour de Romandie.
- 11 mai : le Français Jacques Anquetil gagne les 4 jours de Dunkerque.
- 11 mai le Belge Willy Vannitsen gagne le Circuit du Limbourg.
- 15 mai : le Français Jean Stablinski gagne le Tour d'Espagne.
- 15 mai : l'Italien Ercole Baldini gagne le Grand Prix de Forli.
- 18 mai : le Belge Noël Foré gagne le Tour de Belgique.
- 19 mai : le Belge Marcel Buys gagne le Tour des 3 Provinces Belge.
- 25 mai : le Belge Jos Hoevenaers gagne le Circuit Mandel-Lys-Escaut.
- 26 mai : le Français Francis Pipelin gagne le Grand Prix du Midi libre.
- 26 mai : le Français Joseph Thomin gagne le Tour de l'Oise.
- 26 mai : le Belge Francis Kemplaire gagne la Flèche Hesbignonne.
- 26 mai : le Belge Joseph Theuns gagne le Circuit de Flandre Orientale.

### Juin
- 1er juin : le Français Jean Marie Cieleska gagne Bordeaux-Paris.
- 7 juin : le Belge André Auquier gagne le circuit des Régions Flamandes.
- 8 juin : l'Italien Ercole Baldini gagne le Tour d'Italie.
- 8 juin : le Français Louis Rostollan gagne le Critérium du Dauphiné libéré.
- 8 juin : l'Allemand Heinz Müller gagne le Tour du Nord-Ouest de la Suisse.
- 11 juin : le Belge Louis Proost gagne Bruxelles-Ingooigem.
- 14 juin : l'Espagnol Federico Bahamontes devient champion d'Espagne sur route.
- 14 juin : le Belge Roger Baens gagne le Tour du Limbourg.
- 15 juin : le Belge Rik Van Looy gagne Milan-Mantoue.
- 15 juin : le Français Joseph Groussard gagne les Boucles de la Seine.
- 15 juin : le Belge Martin Van Geneugden gagne le Circuit de Belgique Centrale.
- 16 juin : le Luxembourgeois Jean Pierre Schmitz gagne le Tour de Luxembourg pour la deuxième fois.
- 18 juin : comme l'an dernier l'Italien Pasquale Fornara gagne le Tour de Suisse, il devient recordman de victoire avec 4 succès dans cette épreuve.
- 20 juin : le Français Emmanuel Busto gagne le Tour de l'Aude.
- 22 juin : 2e manche du championnat d'Italie sur route. l'Italien Nino de Filippis gagne le Tour du piémont pour la deuxième fois.
- 22 juin : le Français Valentin Huot conserve son titre de champion de France sur route.
- 22 juin : le Néerlandais Piet Van Est gagne le Tour des Pays-Bas. L'épreuve ne sera pas disputée en 1959 et reprendra en 1960.
- 26 juin : départ du Tour de France, il n'y a pas de jour de repos, Les vainqueurs d'étapes obtiennent 1 minute de bonification, leurs seconds 30 secondes de bonification. Le Français Louison Bobet est de retour dans l'épreuve. Son compatriote Jacques Anquetil exige que Raphaël Geminiani (ou Bobet) ne fasse pas partie de l'équipe de France car il pense que la complicité des deux hommes va lui ôter le leadership de l'équipe de France. Le directeur sportif tricolore, Marcel Bidot, sacrifie Geminiani, pour la cohésion de l'équipe. Le Français André Darrigade gagne au sprint la 1ere étape Bruxelles-Gand, 2eme le Belge Jos Hoevenaers, 3eme le Belge Jo Planckaert, plusieurs coureurs sont intercalés et le sprint du peloton est remporté par le Belge Martin Van Geneugden. Darrigade prend le maillot jaune.
- 27 juin : le Néerlandais Gerrit Voorting gagne au sprint la 2eme étape du Tour de France Gand-Dunkerque en devançant ses 14 compagnons d'échappée, 2eme l'Italien Pierino Baffi, 3eme l'Irlandais Seamus Elliott, le sprint du peloton est remporté par l'Italien Vito Sabbadini 19eme à 1 minute 40 secondes. L'Espagnol Federico Bahamontes 99eme se fait piéger dans un groupe qui  finit à 9 minutes 23 secondes.  Le Belge Jos Hoevenaers (qui figure 6eme dans l'échappée) prend le maillot jaune, 2eme le Français André Darrigade à 1 minute 10 secondes, 3eme Voorting à 1 minute 21 secondes.
- 28 juin : le Français Gilbert Bauvin gagne la 3eme étape du Tour de France Dunkerque-le Tréport, devant ses 6 compagnons d'échappée, 2eme le Belge Noël Foré, 3eme l'Italien Vito Favero, suivent 4 hommes intercalés. Le sprint du peloton est remporté par le Français André Darrigade 12eme à 6 minutes 5 secondes. Le Néerlandais Wim Van Est (4eme de l'étape) prend le maillot jaune, 2eme Bauvin à 40 secondes, 3eme Foré à 54 secondes.
- 29 juin : le Français Jean Gainche gagne au sprint la 4eme étape du Tour de France Le Tréport-Versailles, devant ses 20 compagnons d'échappée, 2eme le Français André Darrigade, 3eme le Français Jean Graczyk, suivent 3 hommes intercalés. L'Autrichien Adolf Christian 25eme à 1 minute 54 secondes remporte le sprint du peloton. Pas de changement en tête du classement général.
- 30 juin : l'Italien Tino Sabbadini gagne au sprint  la 5eme étape du Tour de France Versailles-Caen, devant ses 7 compagnons d'échappée, 2eme le Français Louison Bobet, 3eme l'Italien Gastone Nencini, 4eme le Luxembourgeois Marcel Ernzer. Les Français Raphaël Geminiani 5eme, Jacques Anquetil 7eme et Gilbert Bauvin 8eme font partie de ce groupe. Le Français Jean Graczyk 9eme à 2 minutes 2 secondes remporte le sprint du peloton. L'Espagnol Federico Bahamontes termine 30eme dans un groupe qui pointe à 8 minutes 12 secondes. Le Néerlandais Wim Van Est 35eme et le Belge Noël Foré 54eme sont dans un autre groupe à 12 minutes 46 secondes. Bauvin prend le maillot jaune, 2eme le Belge Jo Planckaert (6eme de l'échappée) à 3 minutes 23 secondes, 3eme le Français André Darrigade à 3 minutes 52 secondes. Bobet qui a provoqué l'échappée remonte à la 10eme place à 6 minutes 35 secondes.

### Juillet
- 1er juillet : le Belge Martin Van Geneugden gagne au sprint la 6eme étape du Tour de France Caen-Saint Brieuc, en devançant ses 16 compagnons d'échappée, 2eme l'Irlandais Seamus Elliott, 3eme l'Italien Vito Favero, suivent 3 hommes intercalés et le Français André Darrigade 20eme à 10 minutes 51 secondes remporte le sprint du peloton. Le Néerlandais Gerrit Voorting (7eme de l'étape) prend le maillot jaune, 2eme le Français François Mahé (8eme de l'étape) à 1 minute, 3eme le Français Raphaël Geminiani (10eme de l'étape) à 2 minutes 32 secondes.
- 2 juillet : le Britannique Brian Robinson gagne la 7eme étape du Tour de France Saint Brieuc-Brest après le déclassement de l'Italien Arrigo Padovan 2eme pour tirage de maillot, 3eme le Français Jean Dotto à 8 secondes. Plusieurs hommes sont intercalés dont l'Espagnol Federico Bahamontes 7eme à 1 minute 35 secondes. Le sprint du peloton est remporté par le Français André Darrigade 14eme à 3 minutes 26 secondes. C'est la première victoire d'étape d'un Britannique sur le Tour de France. Pas de changement en tête de classement général.
- 3 juillet : le contre la montre de la 8eme étape du Tour de France autour de Châteaulin est remporté par le Luxembourgeois Charly Gaul, 2eme le Français Jacques Anquetil à 7 secondes, 3eme le Belge Jo Planckaert à 13 secondes, 4eme le Belge Jan Brankart à 17 secondes, 5eme le Belge Gilbert Desmet à 1 minute 9 secondes, 6eme le Français Raphaël Geminiani à 2 minutes 9 secondes, 7eme le Français Louison Bobet à 2 minutes 13 secondes, 8eme le Belge Jan Adriaensens à 2 minutes 16 secondes, 9eme l'Italien Gastone Nencini à 2 minutes 22 secondes, 10eme le Français François Mahé à 2 minutes 35 secondes. Le Néerlandais Gerrit Voorting 22eme à 3 minutes 32 secondes sauve son maillot jaune. L'Espagnol Federico Bahamontes 18eme à 3 minutes 18 secondes perd encore du temps sur ses rivaux. Au classement général, 1er Voorting, 2eme Mahé à 3 secondes, 3eme Geminiani à 1 minute 9 secondes. Anquetil 9eme à 9 minutes 28 secondes et Gaul 15eme à 10 minutes 53 secondes sont plus que jamais les favoris pour la victoire finale.
- 4 juillet : le Français André Darrigade gagne au sprint la 9eme étape du Tour de France Quimper-Saint Nazaire, devant ses 6 compagnons d'échappée, 2eme l'Italien Vito Favero, 3eme le Belge Rik Luyten. Après qu'arrivent 4 hommes intercalés, le sprint du peloton est remporté par le Français Joseph Groussard 12eme à 9 minutes 47 secondes. Darrigade reprend le maillot jaune, 2eme Favero à 23 secondes, 3eme Voorting à 38 secondes.
- 5 juillet : l'Italien Pierino Baffi gagne au sprint la 10eme étape du Tour de France Saint-Brévin les Pins-Royan, devant ses 18 compagnons d'échappée, 2eme le Français Joseph Thomin, 3eme le Luxembourgeois Aldo Bolzan, le Belge Noël Foré 20eme à 2 minutes 28 secondes est intercalé et le Français André Darrigade 21eme à 5 minutes 30 secondes remporte le sprint du peloton. Pas de changement en tête du classement général.
- 6 juillet : l'Italien Arrigo Padovan gagne au sprint la 11eme étape du Tour de France Royan-Bordeaux, devant ses 12 compagnons d'échappée, 2eme le Belge André Vlayen, 3eme le Français Antonin Rolland. Le Néerlandais Martin Van der Borgh 14eme à 3 minutes 6 secondes est intercalé. Le Français Jean Gainche 15eme à 4 minutes 13 secondes remporte le sprint du peloton.
- 7 juillet : le Belge Martin Van Geneugden gagne au sprint la 12eme étape du Tour de France. Bordeaux-Dax, devant ses 5 compagnons d'échappée, 2eme le Français Jean Gainche, 3eme le Belge Jos Hoevenaers. Deux hommes sont intercalés et le Français André Darrigade 9eme à 3 minutes 26 secondes remporte le sprint du peloton. Pas de changement en tête du classement général.
- 8 juillet : le Français Louis Bergaud gagne, au sprint devant son compagnon d'échappée, la 13eme étape du Tour de France Dax-Pau qui emprunte le col d'Aubisque, 2eme le Néerlandais Piet Damen. Arrive ensuite à 3 minutes 3 secondes un groupe comprenant, le Français André Vlayen 3eme, le Français Louison Bobet 4eme, ses compatriotes Gilbert Bauvin 5eme, Raphaël Geminiani 12eme et Jacques Anquetil 14eme, l'Espagnol Federico Bahamontes 15eme, le Luxembourgeois Charly Gaul 16eme. Le Français François Mahé est 26eme suivi de l'Italien Vito Favero 27eme, tous deux  à 4 minutes 30 secondes, le Français André Darrigade finit 44eme à 11 minutes 46 secondes, le Néerlandais Gerrit Vooting arrive 88eme à 18 minutes 41 secondes. Dans l'Aubisque Bahamontes a attaqué passant au sommet avec 1 minute 30 secondes d'avance sur Bergaud et Damen et 6 minutes 45 secondes d'avance sur le groupe des Favoris. Dans la descente l'Espagnol craintif se fait rejoindre et dépasser par Bergaud et Damen. Dans la plaine il est rejoint par le groupe des favoris et reste avec eux. Au classement général, Geminiani prend le maillot jaune pour la première fois à 33 ans, 2eme Favero à 3 secondes, 3eme Mahé à 21 secondes, Anquetil 10eme à 8 minutes 19 secondes et Gaul 14eme à 9 minutes 44 secondes sont encore les grands favoris de l'épreuve.
- 9 juillet : l'Espagnol Federico Bahamontes gagne, en solitaire le jour de ses 30 ans, la 14eme étape du Tour de France Pau-Luchon qui emprunte les cols d'Aspin et de Peyresourde, 2eme l'Italien Vito Favero à 1 minute 58 secondes, 3eme et 4eme  les Français Gilbert Bauvin et Jacques Anquetil, 5eme le Luxembourgeois Jean Pierre Schmitz, 6eme le Britannique Brian Robinson, 7eme le Belge Jan Brankart, 8eme l'Italien Gastone Nencini, 9eme le Français Raphaël Geminiani, 10eme le Luxembourgeois Charly Gaul, 11eme le Français Louison Bobet, tous même temps. Le Français François Mahé est 28eme à 5 minutes 5 secondes. C'est la première victoire d'étape de Bahamontes dans le Tour, il y en aura d'autres car il va prendre de l'assurance, surtout en descente. Favero prend le maillot jaune à la faveur de la bonification pour la seconde place, 2eme Geminiani à 27 secondes, 3eme Mahé à 3 minutes 55 secondes. Anquetil 8eme à 8 minutes 46 secondes sort des Pyrénées devant Gaul 9eme à 10 minutes 11 secondes. Bobet pour lequel on craignait le poids des ans est 13eme à 10 minutes 31 secondes.
- 9 juillet : le Belge Emile Van Cauter gagne le Circuit des Monts du Sud-Ouest.
- 10 juillet : le Français André Darrigade gagne au sprint la 15eme étape du Tour de France Luchon-Toulouse qui emprunte les cols des Ares et de Portet d'Aspet devant un groupe de 38 hommes où figurent tous les favoris, 2eme l'Italien Vito Favero, 3eme l'Italien Arrigo Padovan. Le Français Jean Graczyk 43eme à 24 minutes 47 secondes remporte le sprint du reste du peloton, le Français François Mahé 82eme fait partie de ce groupe. Au classement général Favero avec 30 secondes de bonification devance le Français Raphaël Geminiani de 57 secondes, 3eme le Français Gilbert Bauvin à 5 minutes 33 secondes. Le Français Jacques Anquetil devient 6eme à 9 minutes 16 secondes, le Luxembourgeois Charly Gaul est 8eme à 10 minutes 41 secondes, le Français Louison Bobet est 10eme à 11 minutes 22 secondes.
- 11 juillet : l'Italien Pierino Baffi gagne au sprint la 16eme étape du Tour de France Toulouse-Béziers, devant son compagnon d'échappée le Français Jean Dacquay 2eme. Le Français Jean Graczyk 3eme à 2 minutes 42 secondes règle au sprint un groupe de 3 poursuivants. Le Néerlandais Wim Van Est 6eme à 6 minutes 9 secondes remporte le sprint du peloton. Pas de changement en tête du classement général.
- 12 juillet : le Français André Darrigade gagne au sprint la 17eme étape du Tour de France Béziers-Nimes qui emprunte le col de Rogues, devant ses 9 compagnons d'échappée, 2eme le Français Joseph Groussard, 3eme l'Espagnol Salvador Botella, l'Espagnol Federico Bahamontes 10eme est à 2 secondes. Le Français Jean Graczyk 14eme à 4 minutes 47 secondes remporte le sprint du peloton. Au classement général Botella devient 3eme à 5 minutes 30 secondes de l'Italien Vito Favero le maillot jaune, le Français Raphaël Geminiani reste 2eme à 57 secondes.
- 13 juillet : le contre la montre en côte de la 18eme étape du Tour de France Bédouin-Mont Ventoux est remporté par le Luxembourgeois Charly Gaul, 2eme l'Espagnol Federico Bahamontes à 31 secondes, 3eme le Français Jean Dotto à 2 minutes 53 secondes, 4eme le Belge Jan Brankart à 2 minutes 57 secondes, le Français Jacques Anquetil est 7eme à 4 minutes 9 secondes, le Français Raphaël Geminiani termine 11eme à 5 minutes 1 seconde, l'Italien Vito Favero finit 24eme à 8 minutes. l'Espagnol Salvador Botella arrive 39eme à 9 minutes 52 secondes et quitte le podium. Au classement général, Geminiani reprend le maillot jaune, 2eme Favero à 2 minutes 1 seconde, 3eme Gaul à 3 minutes 43 secondes. Anquetil est 6eme à 7 minutes 27 secondes, Bobet est 11eme à 10 minutes 18 secondes. À la suite de sa démonstration Gaul devient le Favori de l'épreuve.
- 14 juillet : l'Italien Gastone Nencini gagne, au sprint devant ses 7 compagnons d'échappée, la 19eme étape du Tour de France Carpentras-Gap qui emprunte les cols de Perty, de Foureyssasse et de la Sentinelle, 2eme le Français Raphaël Geminiani, 3eme le Français Jacques Anquetil, 4eme le Belge Jan Adriaensens tous même temps, l'Espagnol Salvador Botella 5eme à 15 secondes devance les 3 autres membres de l'échappée. l'Italien Vito Favero est 7eme à 46 secondes, le Français Louison Bobet termine 12eme à 3 minutes 48 secondes, l'Espagnol Federico Bahamontes finit 17eme à 10 minutes 9 secondes. Pour le Luxembourgeois Charly Gaul 32eme à 10 minutes 59 secondes, l'étape a été cauchemardesque. Victime d'un bris de pédalier, il a été obligé de changer de vélo, il hérite d'un vélo qui n'est pas à sa taille. Geminiani sonne l'hallali et provoque une attaque avec, entre autres, Anquetil, Nencini et Adriaensens trois superbes rouleurs. Dans les lacets du col de Perty ont pense que Gaul rejoindra les hommes de tête, mais comme le pensait Geminiani, la fatigue de la veille plus un vélo qui le gène en raison de sa taille, font que Gaul cale. Son salut vient de son équipier le Néerlandais Wim Van Est qui met ses talents de rouleur au service de son leader et lui permet de ne pas s'effondrer complètement. Van Est épuisé finira 36eme à 16 minutes 26 secondes. Au classement général Geminiani blinde son maillot jaune, il devance Favero de 3 minutes 17 secondes, ont pense que seul Anquetil 3eme à 7 minutes 52 secondes peut lui contester la victoire finale. Botella remonte à la 4eme place à 10 minutes 9 secondes. Gaul est 8eme à 15 minutes 12 secondes, ont le pense écarté de la victoire finale. Bobet est 9eme à 16 minutes 55 secondes et Bahamontes devient 15eme à 24 minutes 30 secondes.
- 15 juillet : l'Espagnol Federico Bahamontes gagne en solitaire la 20eme étape du Tour de France Gap-Briançon qui emprunte les cols de Vars et de l'Izoard, 2eme l'Italien Nino Catalano à 50 secondes, 3eme l'Italien Gastone Nencini à 2 minutes 2 secondes, 4eme  le Français Jacques Anquetil à 3 minutes 51 secondes, 5eme le Belge Jan Adriaensens à 3 minutes 52 secondes, 6eme le Belge Jos Hoevenaers à 3 minutes 52 secondes, 7eme le Français Raphaël Geminiani à 3 minutes 56 secondes, 8eme le Luxembourgeois Charly Gaul à 4 minutes 17 secondes (Gaul a pris une pénalisation de 30 secondes pour ravitaillement non autorisé à Arvieux), 9eme l'Italien Vito Favero à 4 minutes 26 secondes. Le Français Louison Bobet 12eme à 5 minutes 32 secondes souhaitait s'imposer une 4eme fois à Briançon lieu de ses grands exploits dans le Tour. Il s'est échappé dans Vars et était sur le point de rejoindre des équipiers de l'équipe de France partis dans une échappée matinale pour lui servir de relais, lorsqu'une crevaison a ruiné tous ses espoirs. Bahamontes échappé dans l'Izoard s'est accroché pour ne pas être distancé par Catalano dans la descente. Comme l'arrivée à Briançon était située au sommet d'une côte finale, il en profite pour se débarrasser de l'Italien et de glaner une deuxième victoire d'étape le jour de l'anniversaire de sa mère. À noter l'abandon du Belge Jan Brankart.  Au classement général : 1er Geminiani, 2eme Favero à 3 minutes 47 secondes, 3eme Anquetil à 7 minutes 52 secondes, 4eme Nencini à 12 minutes 30 secondes, 5eme Adriaensens à 12 minutes 40 secondes. 6eme Gaul à 16 minutes 3 secondes, 7eme Bahamontes à 19 minutes 34 secondes, 8eme l'Espagnol Salvador Botella (25eme de l'étape à 14 minutes 1 seconde) à 20 minutes 14 secondes, 9eme Bobet à 20 minutes 15 secondes.
- 16 juillet : le Luxembourgeois Charly Gaul gagne en solitaire la 21ème étape du Tour de France Briançon-Aix les Bains qui emprunte les cols du Lautaret, du Luitel-Chamrousse, de Porte, du Cucheron et du Granier, 2eme le Belge Jan Adriaensens à 7 minutes 50 secondes, 3eme l'Italien Vito Favero à 10 minutes 9 secondes, 4eme l'Italien Gianni Ferlenghi à 12 minutes 20 secondes, 5eme le Belge Jo Planckaert à 14 minutes 34 secondes, 6eme le Néerlandais Piet Damen même temps, 7eme le Français Raphaël Geminiani à 14 minutes 35 secondes, 8eme le Français Jean Dotto à 14 minutes 41 secondes, 9eme l'Italien Gastone Nencini à 19 minutes 1 secondes, 10eme le Français Louison Bobet à 19 minutes 1 seconde. Le Français Jacques Anquetil est 14eme à 23 minutes 14 secondes. C'est dans le col du Luitel, qui au lieu de redescendre sur Grenoble était emprunté jusqu'à Chamrousse, que Gaul a attaqué en compagnie de l'Espagnol Federico Bahamontes son équipier le reste de l'année dans l'équipe Faema-Guerra. Bahamontes sans doute reconnaissant à Gaul de ne pas lui avoir contesté le gain du Grand Prix de la montagne prend de vigoureux relais. Ainsi lancé, Gaul quitte l'Espagnol toujours craintif dans les descentes, mais qui a accompli un gros travail, il arrivera 32eme à 29 minutes 55 secondes à l'arrivée. À présent seul, Gaul rejoint  Ferlenghi, le Français Jean Claude Annaert et le Suisse Jean Claude Gret  échappés matinaux dans le col de Porte et s'envole pour survoler le massif de la chartreuse malgré un temps pluvieux et glacial. Au sommet du Granier, Adriaensens est à 6 minutes 20 secondes, Favero est à 9 minutes 10 secondes, Geminiani est à 12 minutes 20 secondes. Avant Aix les Bains, Gaul, sur le point de ressentir les effets d'une fringale, est sauvé par un spectateur qui lui tend un morceau de pain. L'homme n'étant pas un membre de son équipe technique, mais un simple supporter, Gaul ne recevra pas 30 secondes de pénalité comme la veille. Gaul franchit la ligne dans l'obscurité due au mauvais temps, mais il vient d'accomplir une prouesse digne de Coppi et Bartali. Gaul est pour la postérité, l'Ange qui aimait la pluie. Bien sur Geminiani est effondré à l'arrivée et accuse les "traitres et les judas" qui ne l'ont pas aidé dans la poursuite. Peut être que tout simplement Dotto et Bobet (qui devait en priorité son aide à Anquetil) plus mal en point que lui ne pouvaient pas lui offrir une aide qui lui aurait été bienvenue. Au classement général Favero reprend le Maillot jaune, 2eme Geminiani à 39 secondes, 3eme Gaul à 1 minute 7 secondes, 4eme Adriaensens à 6 minutes 4 secondes, 5eme Anquetil à 17 minutes 10 secondes. Gaul en l'espace d'une étape est redevenu le favori pour la victoire finale.
- 17 juillet : le Français André Darrigade gagne au sprint la 22eme étape du Tour de France Aix les Bains-Besançon qui emprunte le col de la Faucille, devant ses 2 compagnons d'échappée, 2eme l'Italien Gastone Nencini, 3eme le Néerlandais Gerrit Voorting. Après d'autres coureurs intercalés, l'Italien Arrigo Padovan 25eme à 3 minutes 43 secondes remporte le sprint du peloton. Le Français Jacques Anquetil abandonne, il est atteint aux poumons à cause du mauvais temps de la veille. Le seul changement au classement général est la 5eme place occupée à présent par l'Italien Gastone Nencini à 13 minutes 22 secondes.
- 18 juillet : le contre la montre de la 23eme étape du Tour de France Besançon-Dijon est remporté par le Luxembourgeois Charly Gaul, 2eme l'Italien Gastone Nencini à 48 secondes, 3eme le Belge Jan Adriaensens à 1 minute 19 secondes, le Français Raphaël Geminiani termine 5eme à 3 minutes 3 secondes, l'Italien Vito Favero finit 7eme à 3 minutes 17 secondes. À noter que le Français Jean Dotto renversé par une moto est contraint à l'abandon. Au classement général, Gaul prend le maillot jaune, 2eme Favero à 3 minutes 17 secondes, 3eme Geminiani à 3 minutes 41 secondes, 4eme Adriaensens à 7 minutes 16 secondes, 5eme Nencini à 13 minutes 33 secondes. Bien sur Geminiani est déçu, à 33 ans c'était sa dernière chance de gagner le Tour, mais il a accompli le meilleur Tour de France de sa carrière. Pas sur qu'il aurait été aussi en valeur s'il avait été équipier de l'équipe de France. À présent leader, Gaul va savourer, durant la dernière étape, de porter pour la seule fois de sa carrière le maillot jaune.
- 19 juillet : l'Italien Pierino Baffi gagne au sprint la 24eme étape du Tour de France Dijon-Paris, 2eme le Français Jean Graczyk, 3eme l'Italien Gastone Nencini puis tout le peloton.  Alors qu'il filait vers la victoire d'étape sur le vélodrome du Parc des Princes, le Français André Darrigade heurte de plein fouet Constant Wouters (jardinier pour les uns, secrétaire-général du Parc des Princes pour le journal "l'équipe") qui imprudemment s'était avancé sur la piste. Constant Wouters décédera 11 jours plus tard de ses blessures. Darrigade s'en sort avec 5 points de suture. Le Luxembourgeois Charly Gaul gagne le Tour de France, 2eme l'Italien Vito Favero à 3 minutes 10 secondes, 3eme le Français Raphaël Geminiani à 3 minutes 41 secondes. Sa victoire a été rendu possible en fusionnant l'équipe du Luxembourg avec des Néerlandais. Autrement, Gaul n'aurait pu comme les années précédentes et les suivantes contrôler les attaques de ses adversaires en plaines. C'est Pourquoi Gaul était plus à l'aise au Tour d'Italie qui se dispute par équipes de marques et non par équipes nationales. Le Français Jean Graczyk remporte le classement par points symbolisé par le maillot vert. L'espagnol Federico Bahamontes remporte le Grand Prix de la montagne, qui n'a pas encore de maillot distinctif, pour la deuxième fois.
- 21 juillet : le Français Pierre Machiels gagne le Grand Prix de Fourmies.
- 25 juillet : l'Espagnol Facundo Zabaleta gagne le Grand Prix de Villafranca.
- 29 juillet : le Belge Raymond Vrancken gagne le Grand Prix de l'Escaut.

### Août
3 août : l'Italien Carlo Zorzoli gagne le Tour de Romagne.
7 août : le Français Raphaël Geminiani gagne le Bol d'Or des Monedières pour la troisième année d'affilée.
10 août : 3e manche du championnat d'Italie sur route. l'Italien Carlo Nicolo gagne les Trois vallées varésines.
10 août : le Néerlandais Jef Lahaye devient champion des Pays-Bas sur route.
10 août : l'Allemand Klaus Bugdahl devient champion de RFA sur route.
10 août : le Belge Rik van Looy devient champion de Belgique sur route.
14 août : l'Italien Vito Favero gagne le Grand Prix de Genève.
15 août : l'Italien Adriano Zomboni gagne Milan-Vignola.
18 août : le Britannique William Segar devient champion de Grande-Bretagne NCU.
18 août : le Britannique Ron Coe conserve son titre de champion de Grande-Bretagne BLRC. Les deux fédérations vont fusionner, à partir de 1959 le championnat de Grande-Bretagne sera unifié.
18 août : le Suisse Jean Claude Grêt devient champion de Suisse sur route.
19 août : le Belge Roger Baens gagne le Grand Prix de Zottegem.
20 août : l'Italien Ercole Baldini gagne le Trophée Matteotti.
24 août : l'Italien Aurelio Cestari gagne le Tour des Apennins.
30 août : l'Espagnol Antonio Ferratz gagne le Grand Prix de LLodio .
30 août : à Reims (France) la Néerlandaise Elsy Jacobs est la première championne du monde sur route.
30 août : à Reims (France) l'Allemand de l'est Gustav-Adolf Schur devient champion du monde amateur sur route.
31 août : à Reims (France) l'Italien Ercole Baldini devient champion du monde sur route, Le Français Louison Bobet est médaille d'argent pour la deuxième fois d'affilée et le Français André Darrigade est médaille de bronze pour la deuxième fois d'affilée.

### Septembre
- 2-7 septembre championnats du monde de cyclisme sur piste à Paris. Le Français Michel Rousseau est champion du monde de vitesse professionnelle. L'Italien Valentino Gasparella est champion du monde de vitesse amateur. Le Français Roger Rivière est champion du monde de poursuite professionnelle pour la deuxième année d'affilée. Le Britannique Norman Sheil est champion du monde de poursuite amateur pour la deuxième fois.
- 2 septembre : le Belge Joseph Vloeberghs gagne la Coupe Sels.
- 7 septembre : 4e manche du championnat d'Italie sur route. L'Italien Adriano Zomboni gagne le Tour de Vénétie.
- 7 septembre : l'Espagnol José Gil Sole gagne la Poly Lyonnaise.
- 7 septembre : le Belge Firmin Bral gagne la Flèche Anversoise.
- 8 septembre : l'Italien Silvano Simonetti gagne le Grand prix de Camaiore.
- 8 septembre : le Français Gérard Saint gagne le Circuit des boucles de l'Aulne.
- 9 septembre : le Belge Louis Proost gagne le Grand Prix de Brasschaat.
- 11 septembre : le Belge Léon Van Daele gagne le Championnat des Flandres pour la troisième année d'affilée.
- 14 septembre : le Belge Richard Van Genechten gagne le Tour de Catalogne.
- 14 septembre : le Belge Rik Van Looy gagne le Trophée Bernocchi pour la deuxième année d'affilée.
- 18 septembre : le Français Jean Graczyk gagne le Grand Prix d'Orchies.
- 20 septembre : le Belge Maurice Meuleman gagne le Grand Prix d'Isbergues.
- 21 septembre : le Français Jacques Anquetil gagne le Grand Prix des Nations pour la sixième fois d'affilée.
- 21 septembre : l'Italien Nino Defilippis gagne le Tour du Latium.
- 23 septembre : sur le Vélodrome Vigorelli de Milan, le Français Roger Rivière améliore son record du monde de l'heure en parcourant 47,346 km.
- 23 septembre : l'Espagnol Manuel Martin Pinera gagne le Tour de La Rioja. L'épreuve ne sera pas disputée en 1958 et reprendra en 1959
- 28 septembre : 5e manche du championnat d'Italie sur route. L'Italien Ercole Baldini gagne le Grand Prix de Prato. À l'issue de la course Ercole Baldini conserve son titre de Champion d'Italie sur route.
- 29 septembre : le Luxembourgeois Jean Pierre Schmitz devient champion du Luxembourg sur route.

### Octobre
- 2 octobre : le Belge Gilbert Desmet gagne le Circuit Houtland pour la deuxième année d'affilée.
- 4 octobre : l'Italien Diego Ronchini gagne le Tour d'Émilie.
- 5 octobre : le Belge Gilbert Desmet gagne Paris Tours.
- 6 octobre : l'Italien Fausto Coppi gagne la première édition du Grand Prix de Calvisano.
- 8 octobre : l'Italien Giuseppe Pardini gagne la Coupe Sabatini.
- 12 octobre : le Français Jacques Anquetil gagne le Grand Prix de Lugano pour la troisième fois.
- 14 octobre : le Belge Karel de Baere gagne le Grand Prix de Clôture pour la deuxième fois.
- 20 octobre : l'Italien Nino Defilippis gagne le Tour de Lombardie.
- 16 octobre : l'Italien Giacobbe Boggian gagne la Coppa Agostoni.
- 30 octobre : en plus du Tour de Sicile par étapes un Tour de Sicile en ligne est créé, l'Italien Diego Ronchini l'emporte. La prochaine édition se disputera en 1973.
- Le challenge Desgranges-Colombo est attribué pour la dernière fois, le Belge Fred de Bruyne le remporte pour la troisième fois d'affilée.
- Le Trophée Super prestige Pernod est créé, il consacre le meilleur Cycliste Français de l'année, seules les principales courses Françaises attribuent des points à son classement général. Le Français Jean Forestier est le premier Lauréat. Pour récompenser le meilleur néo professionnel Français il est aussi créé le Trophée Promotion Pernod. Le Français Francis Pipelin est le premier Lauréat.

### Novembre
2 novembre : le Français André Nicolaï gagne la Course de côte de la Turbie. L'épreuve ne sera pas disputée en 1959 et reprendra en 1960.

## Principales naissances
- 3 mars : Phil Anderson, cycliste australien.
- 23 mars : Etienne De Wilde, cycliste belge.
- 18 août : Gianni Giacomini, cycliste italien.
- 13 septembre : Robert Millar, cycliste britannique.
- 22 septembre : Eddy Planckaert, cycliste belge.
- 31 octobre : Jeannie Longo, cycliste française.
- 6 novembre : Pedro Muñoz Machín Rodríguez, cycliste espagnol.

## Principaux décès
- 13 septembre : Russell Mockridge, cycliste australien (° 18 juillet 1928).